# 超级马力欧银河2
《超级马力欧银河2》是由任天堂开发并发行在Wii平台上的平台3D动作游戏。本作是2007年游戏《超级马力欧银河》的续作，于2009年E3电子娱乐展上正式公开，并于2010年在全球发行。在本作中，反派酷霸王绑架了桃花公主将她带至宇宙，利用力量星星控制全宇宙；玩家需操控马力欧追赶酷霸王。为此，马力欧需要造访多个银河，收集力量星星，从而得以前往宇宙中心击败酷霸王、解救桃花公主。
依最初计划，本作为前作《超级马力欧银河》的升级版，开发周期为一年。然而，随着开发团队涌现出大量点子，本作最终按全新续作标准开发，制作周期随之延长至两年半。本作融入了多项新元素，如动态环境变化、全新强化道具、耀西等。
本作发售后媒体一致表示好评，称其品质胜于前作。媒体盛称游戏的创意与技术进步，但对难度偏高及故事弱化略有微词。本作被视为是有史以来最好的电子游戏之一，同时也在全球卖出近700万套，成为畅销Wii游戏。

## 游戏系统
《超级马力欧银河2》的游戏系统与前作《超级马里奥银河》类似，游戏舞台为若干星球构成的银河，主人公马力欧在三维关卡中移动、跳跃。星球和银河的主题、大小、环境、气候不一。玩家操纵马力欧，利用「旋转」攻击、长跳、爬墙跳和多种翻腾跳能力挑战关卡。游戏后期，玩家还可选用马力欧的弟弟路易吉挑战关卡。与前作一样，本作的目标是穿梭于银河之间收集力量星星。力量星星可在通过关卡或达成任务时获得；后期部分关卡需收集一定数量的力量星星才能解锁。本作中玩家依然可以收集并向敌人发射星塵。此外，前作部分关卡元素在本作中再次登场，例如依靠体感游玩的平衡球关卡。

### 设定与关卡设计
同《超级马里奥世界》和《新超级马里奥兄弟Wii》类似，《超级马力欧银河2》也采用了大地图选关系统，玩家可以选择银河探索。在游戏中，马力欧搭乘「瑪利歐星艦」在大地图中移动。瑪利歐星艦由一颗星球改造而成，外观形似马力欧的头。瑪利歐星艦本身作为一颗星球，也可供玩家随时探索；随着游戏推进，探索内容也逐渐丰富。本作共有49个银河，构成7个「世界」；各世界难度逐步上升。除第7世界外，各世界最后一个银河均为头目关卡，玩家要在这些银河中击败酷霸王Jr.（世界1、3、5）或酷霸王（世界2、4、6）。玩家只有击败头目，才能通往下一个世界。当玩家集齐全部120颗力量星星后，游戏会解锁120颗綠星星。綠星星常位于关卡隐蔽偏僻处；玩家通常需要仔细探索星球，再通过极其精准的操作获取。一旦操作不慎，玩家角色可能就会死亡。
本作大部分关卡均有特定的主题，且大多数关卡的环境动态可变，能在多种状态之间切换。例如，某些关卡中的平台会随背景音乐的节拍显隐交替；某些关卡的重力场方向会发生变化；部分关卡当中则放置了特殊按钮，触发后整个场景会结冰，马力欧可以在冰面上行走，到达全新区域。前作主线中会有「搗蛋彗星」随机出现，向关卡施加各类挑战或限制，增大玩家挑战难度。本作中，搗蛋彗星不再随机登场，取而代之的是各银河中的「彗星獎章」；只有拿到这枚獎章，搗蛋彗星才会在该银河中出现。本作和前作均有五种挑战或限制模式；前作中搗蛋彗星只会选择其一，本作则改为多种模式叠加混合。本作五种模式具体为：击败所有敌人、收集紫色硬币、限时完成关卡、无伤过关、躲避追赶马力欧的黑影。动态环境与搗蛋彗星均为关卡带来具有解谜要素的挑战，玩家只有精准操作、掌握一定策略，才能完成挑战。

### 强化道具

马力欧使用本作中的新强化道具变身为「云朵马力欧」，在空中制造出临时的落脚平台，前往平常去不到的地方

《超级马力欧银河2》沿用了前作的强化变身机制。本作在取消前作“冰冻马力欧”和“飞翔马力欧”形态的同时，新增了「滚滚石马力欧」和「云朵马力欧」两种形态：滚滚石马力欧可以化身滚石，摧毁沿路的岩石与敌人；云朵马力欧则可以在空中创造云朵，构成临时落脚点。本作还新增强化道具「旋轉鑽頭」，可以让马力欧挖穿星球，从另一端出现。
玩家在本作的部分关卡当中可以骑乘耀西。当骑在耀西身上时，屏幕上的蓝色星状光标会改为红点。玩家通过移动Wii遥控器让光标指向场景内的不同物品，利用耀西的舌头控制它们。利用耀西的舌头，玩家可以荡过场景内的深渊、吃掉敌人（部分敌人可以再当作子弹吐出去）。此外，耀西能让玩家在空中漂浮一段时间。游戏中有三种不同的强化水果，耀西吃下这些水果可以获得临时能力：「冲刺耀西」能让耀西高速冲刺，可以借此冲上垂直的高墙，亦可在水面上冲刺；「气球耀西」能让耀西在空中漂浮；「發光耀西」能让耀西发光，照出隐藏的通道。玩家骑乘耀西时如果遭到攻击，便会从耀西身上跌落，耀西则四处奔逃。玩家需要追上耀西重新骑在它的身上；否则耀西便会回到蛋中，玩家需要前往关卡指定位置，从耀西巢当中重新找到它。

### 帮助与多人模式
在难度拔高的同时，本作也设立了一些机制，帮助经验不足和反复失败的玩家过关。本作提供了「银河向导」功能，该功能与《新超级马力欧兄弟Wii》当中的「超级向导」功能相仿：玩家在同一关卡死亡足够多次后，银河向导就会出现；此时电脑自动操作角色羅潔塔，替玩家角色过关。然而使用银河向导过关后，玩家只会获得一颗铜星；只有不借银河向导之力通过关卡，玩家才能拿到金色的力量之星。此外场景中还有一些显示器，向玩家展示特殊动作的做法与强化道具的用法。
本作继续丰富了前作便有的多人要素。在《超级马力欧银河》中，第二位玩家可以使用第二支Wii遥控器控制屏幕上的第二个星星光标，抓取敌人与收集、发射星屑。本作中，第二位玩家的参与更有意义——第二玩家化身橘色的琪琪，除执行前作所有操作外，还能物理攻击敌人，收集金币等物品。

## 故事剧情
游戏以蘑菇王国百年一度的星塵節开场，桃花公主邀请主人公马力欧同尝蛋糕。在前往桃花公主城堡的路上，马力欧遇见了迷路的奇可王子。奇可王子立刻与马力欧结为朋友，给予了他旋转的能力。不久后酷霸王登场；他吞下一颗崇高之星，体型变得巨大。酷霸王袭击城堡、将桃花公主虏走，接着前往外太空，在宇宙中心重建帝国。马力欧追随前往外太空，来到一颗星球上；一只名为路叭的奇可将这颗星球改造成马力欧星舰。以力量之星作为能源，马力欧星舰在宇宙内穿梭，追赶酷霸王和桃花公主。一路上他遇见了其他奇可，前作登场的奇诺比奥探险队和路易吉，以及本作登场的耀西。
集齐足够的力量之星后，马力欧来到宇宙的中心，击败酷霸王、救出了桃花公主。之后，羅潔塔和她的长尾星天文台出现在众人的面前。羅潔塔感谢马力欧照顾奇可王子，奇可王子带着马力欧的帽子回到了天文台；其他人则返回蘑菇王国庆祝胜利。在游戏的最后一幕中，马力欧星舰停在桃花公主城堡的上方，长尾星天文台在更远处划过天空。

## 开发
前作《超级马力欧银河》完工后，宫本茂向开发团队建议：既已花费心血制作游戏引擎，不如再以其创作一部续作。制作团队原计划以前作星球为基础添加新元素，并定下「更多超级马力欧银河」（“もっと”スーパーマリオギャラクシー）的创作理念。制作团队当时预计本作的开发周期为一年，并在开发早期称之为「超级马力欧银河1.5」。前作开发期间，耀西与“马力欧头像星球”的创意即已诞生；但因游戏新元素已有不少，且耀西等构思用武之地不大，开发团队决定暂不浪费点子。尽管前作有所保留，但因之前投入新想法太多，《超级马力欧银河2》开发前期，团队还是感到创意枯竭。然而随着开发进行，开发团队发掘出的新元素与创意越来越多，本作的制作周期也延长到两年半。游戏首席程序设计师早川毅编写了一套开发工具。籍由这套工具，视觉、音效设计师不必等候程序员，亦能轻松构建关卡。成品游戏中许多关卡即出自艺术设计师之手。
为了带来与前作大不相同的印象，制作团队原本想让本作整个围绕着“切换”的主题制作——某些条件下游戏场景会发生巨变。但因想法难以在整个游戏范围内施行，制作团队最终妥协，只在某些关卡中施行这个主题。制作团队初期还考虑请其他任天堂角色客串（诸如森喜刚、皮克敏等），但遭宫本茂以「不合世界观且没有意义」为由否决。为兼顧新老玩家，本作教程通过專門模塊展開，不需要的玩家可以直接跳過。宫本茂将本作与《薩爾達傳說 穆修拉的假面》类比，指出二者均沿用了各自前作的游戏引擎，也均在前作基础上增添了新要素。
本作于2009年6月2日在E3电子娱乐展上正式公开。宫本茂在一次私人会议中指出，游戏制作已经完成大半，但为避免与2009年下半年发售的《新超级马力欧兄弟Wii》档期冲突，故推迟到2010年年中发售。他还称《超级马力欧银河2》拥有95%至99%的新特性，总内容量与前作相仿。时任北美任天堂总裁雷吉·菲尔斯-埃米在一次采访当中透露，该作将会比前作更难；宫本茂接受《连线》采访时称，该作相比前作将会弱化剧情。宫本茂还在一开始暗示该作可能会引入《新超级马力欧兄弟Wii》当中的「超级向导」功能。时任任天堂营销部门高级经理比尔·特里宁（Bill Trinen）确认了这一说法，他指出制作团队在寻找改进《新超级马力欧兄弟Wii》当中的超级向导功能的方法。
任天堂在2010年2月24日举办的任天堂媒体峰会2010（Nintendo Media Summit 2010）上首次展出了本作的可游玩版本，同时还公开了第二部宣传片，并宣布本作会在2010年5月23日于北美上市。本作的日版、欧版和澳版均随游戏附带一张DVD光盘，内含指导手册，展示游戏的基本操作和进阶玩法。前作配音班底继续担当本作配音工作。本作于2010年5月23日在北美发售、5月27日在日本发售、6月11日在欧洲发售、7月1日在澳洲发售，于2010年12月4日在台湾与香港发售。本作亦於2011年1月20日在南韓發售，名稱改為《超級瑪利歐Wii 2 一起銀河冒險》（슈퍼 마리오 Wii 2 갤럭시 어드벤처 투게더）。
2015年1月，时任任天堂社长岩田聪在一场任天堂直面会当中宣布，本作以及《拳无虚发》、《银河战士Prime 三部曲》等Wii游戏将会在Wii U的任天堂eShop上提供下载，其中本作于2015年1月14日发售。

### 音乐
与前作一样，本作的音乐仍以交响乐为主，由交响乐团以「马力欧银河管弦乐队」之名演奏。本作的音乐团队由横田真人带领。制作团队在开发早期曾打算全面沿用前作的音乐，不创作新音乐。但当制作团队加入耀西后，音乐团队意识到本作需要全新配乐来呼应游戏中的耀西和蓝天。开发前作时，制作团队时候花费大量功夫说服宫本茂接受交响乐；本作制作期间，团队一度认为宫本茂未必欣然同意再录制交响乐，也可能要求他们直接沿用前作音乐。然而对于继续录制交响乐的提议，宫本茂旋即批准，并称前作玩家一定也期待如此。最终，本作音乐包含了全新配乐、前作配乐的改编版，以及许多马力欧系列旧作主题曲的改编版。曾为《瑪利歐賽車Wii》、《Wii運動 度假勝地》和《新超级马力欧兄弟Wii》谱曲的永松亮在本作中创作了9首音乐。
近藤浩治为交响乐团招募了60名音乐家，比前作还多出10人。本作除了交响乐配乐外，还收录了多首大乐团风格音乐。制作团队为此再聘请了10名音乐家，让参与演奏的总人数达到70人。制作团队联系了曾在2002年任天堂明星大乱斗音乐会上担任指挥的竹本泰藏出任乐团指挥。演奏乐队在演奏时精益求精，令制作团队大为触动，反过来激励他们打磨游戏。近藤浩治担任录音现场的监督，他也为本作谱写了5首音乐。本作的原声带一共含有70首游戏音乐，分为2张唱片，提供给日本的任天堂俱乐部成员。

## 评价

### 媒体评价
《超级马力欧银河2》获得游戏媒体的广泛赞誉，在Metacritic和GameRankings上的汇总得分均达97%，跻身两个网站的高分游戏之林。多家媒体为本作打出满分，赞扬本作不但吸取前作的成功经验，还加入了丰富的内容，身为续作仍能带给玩家惊喜。《官方任天堂杂志》认为本作缺少前作带给玩家的冲击力，但也承认前作既已冲击玩家，续作很难再次带来震撼。《Edge》和《游戏机实用技术》的编辑均认为，本作不但完善了平台跳跃这一游戏类型，更是达到同类游戏的顶峰。
媒体评论者一致赞扬本作创意丰富，不会让玩家感到枯燥。1UP.com的评论者贾斯汀·海沃德（Justin Haywald）认为，在保留前作韵味与引入全新玩法之间，本作取得了宝贵的平衡。《官方任天堂杂志》的编辑克里斯·斯卡利恩（Chris Scullion）赞扬本作中新出现的道具为游戏增添了乐趣。不过《The Escapist》杂志的编辑苏珊·阿伦特（Susan Arendt）认为，本作中新出现的耀西只在特定关卡登场，表明制作组仍然不够用心；《游戏机实用技术》的编辑则称，游戏部分素材与前作雷同，头目的设定未有太多新体验。评论者夸奖本作关卡设计十分大胆，水平比前作还有提升。《Wired》的编辑克里斯·科勒（Chris Kohler）称，本作一些关卡理念即使单独拿出，也能制成完整游戏。1UP.com的评论者通关后感到意犹未尽，认为本作「结束的太快」。评论者赞赏本作中加入的2D横版关卡，但对一些依赖体感的关卡颇有微词；但评论也称，得益于丰富的关卡创意，本作烦人的关卡并无太多。Giant Bomb的评论者瑞安·戴维斯（Ryan Davis）同时抱怨本作中一些频繁切换重力方向的关卡，称部分玩家游玩时会眩晕不适。评论者们还称与前作相比，本作关卡色彩明亮鲜艳、细节丰富、环境多样、变化多端。部分媒体特别夸赞了本作的音乐：1UP.com称其震撼人心；《游戏机实用技术》认为交响乐将行星大冒险衬托得更美妙；GameSpot则称赞其旋律抓耳，和玩家的游戏操作完美搭配。此外，游戏媒体还赞赏本作操作体验优良，令玩家喜悦，惟摄像头偶尔失灵，阻碍玩家操作。
关卡难度与新选关方式是本作的争议点。IGN的编者克雷格·哈里斯（Craig Harris）赞扬本作的难度分布合理，适合各种水平的玩家。但是，其他媒体批评本作后期的关卡难度太高，令人沮丧。GamePro的评论者本·珀利（Ben PerLee）指出本作关卡难度高，且对玩家操作熟练度的要求也高，担心本作可能会拒新玩家于门外。不过，其他一些媒体则认为本作虽然难，但是不至令玩家感到不公平。对于本作全新的选关方式，一部分媒体称其比前作简单、直观、高效，而另一部分媒体则认为其过于直线化，缺少前作的探索感，显得廉价。此外《Wired》的评论者还批评本作淡化剧情。

### 销量
在日本，本作在发售首日售出了14.3万份，在首周售出了34万份，比前作同期多卖出了9万多份。在北美，本作在2010年5月售出了65万份。在英国，本作在首周成为第三畅销游戏，同时也成为单平台游戏销量榜首。截至2010年7月16日，本作在美国已经售出100万份；截至2011年4月，本作在全球卖出了636万份。

### 奖项
本作收获多家媒体的奖项。《GamesMaster》、《官方任天堂杂志》、《Edge》、《GamesTM》、Destructoid和Metacritic等网站和杂志均将2010年年度游戏奖项授予本作。此外，《任天堂力量》、IGN、GameTrailers、GameSpot、1UP.com等媒体则将本作评为年度Wii游戏。2010年12月，IGN换下前作《超级马力欧银河》，将本作评为新最佳Wii游戏。2012年3月号的《官方任天堂杂志》则将本作评为「百大任天堂游戏」第一名。